# Ajokojokondre
Ajokojokondre es una villa a orillas del río Tapanahoni en la zona este centro de Surinam. Se encuentra ubicada en el distrito de Sipaliwini, a unos 100 m sobre el nivel del mar. Su población es aproximadamente 70 habitantes.
Se encuentra a unos 220 km al sur de Paramaribo. Entre las localidades y villas vecinas se encuentran Winiwe, Assici y Pikienkondre. 